# Celeu
D'acord amb la mitologia grega, Celeu (en grec antic Κελεός) va ser un rei d'Eleusis, fill del fundador epònim de la ciutat, Eleusis fill d'Hermes.
Era el rei d'Eleusis quan Hades va raptar la filla de Demèter, Persèfone. La deessa va recórrer la terra buscant la seva filla i va arribar a aquella ciutat, on va ser molt ben acollida per Celeu i la seva esposa Metanira. Demèter es va presentar un vespre a la ciutat sota l'aparença d'una vella, a l'hora en què les dones anaven a buscar aigua. Les filles de Celeu eren a la font i van acompanyar a la forastera a la casa del seu pare, on van oferir-li que es fes serventa. Demèter ho va acceptar i li van confiar la cura de Demofó, el fill petit del rei. La deessa el tractava d'una manera molt estranya, ja que volia convertir-lo en immortal per agrair el bon tracte rebut, i el feia créixer amb la seva llet i amb ambrosia, i el posava al foc durant la nit per deslliurar-lo dels seus elements mortals. Demofó creixia d'una manera meravellosa. La seva mare, espià Demèter per veure cóm podia ser. Una nit la va veure fent màgia amb Demofó i que el posava al foc. Metanira va fer un crit i la deessa deixà caure el nen a terra i revelà la seva identitat. Però abans de tornar a l'Olimp va ensenyar a Celeu les pautes del seu culte, i entregà a Triptòlem, l'altre fill de Celeu, un carro menat per dragons alats perquè anés pel món a ensenyar l'agricultura. Celeu bastí el santuari de Demèter a la seua ciutat.
Un altre Celeu va ser un cretenc que, juntament amb tres companys anomenats Laios, Cèrber i Egoli, van intentar robar mel de la cova sagrada al mont Ida, a Creta, al lloc on havia nascut Zeus infantat per Rea. A aquesta cova no hi podien entrar ni els déus ni els mortals, i cada any, en la festa del naixement del déu, s'hi veia brotar un foc misteriós. Els lladres es van protegir amb plaques de bronze de les picades de les abelles que en altre temps havien proporcionat la mel que havia alimentat a Zeus. Però quan van arribar davant del bressol del déu els van caure les proteccions de bronze i al cel va ressonar el tro de Zeus. Els hauria fulminat amb el llamp si el Destí i Temis no ho haguessin evitat dient que estava prohibit matar en un lloc sagrat. Zeus els transformà en ocells: Laios en una merla, Cèleu en una cornella, Egoli en un trencalòs i Cèrber en un ocell no identificat que en grec té el mateix nom. Aquests ocells eren de bon averany, ja que havien sortit de la cova sagrada.